# 2014年冬季奧林匹克運動會義大利代表團
2014年冬季奧林匹克運動會義大利代表團是義大利所派出的2014年冬季奧林匹克運動會代表團，共有113名運動員參與13個項目的賽事。

## 獎牌
| 隊伍   | 金牌 | 銀牌 | 銅牌 | 總數 |
| 義大利 | 0    | 0    | 0    | 0    |

## 冬季兩項
根據2012年冬季兩項世界錦標賽及2013年冬季兩項世界錦標賽的結果，義大利獲得5男5女的參賽資格。
- 男子項目 – 5個名額
- 女子項目 – 5個名額

## 花式滑冰
義大利有八名運動員參加。
- 男子個人 – 1個名額
- 女子個人 – 1個名額
- 雙人滑 – 2個名額
- 冰上舞蹈 – 2個名額
- 團體賽

## 競速滑冰
按照2012–13年ISU競速滑冰世界盃、2013年世界單程距離競速滑冰世界盃，義大利在下列項目取得參賽席位：
- 男子500公尺
- 男子1000公尺
- 男子1500公尺
- 男子5000公尺
- 女子500公尺
- 女子3000公尺

## 外部連結
- Italy at the 2014 Winter Olympics（页面存档备份，存于）